# Saint-Hilaire-de-Dorset
Saint-Hilaire-de-Dorset är en kommun av typen socken (municipalité de paroisse) i provinsen Québec i Kanada. Den ligger i regionen Chaudière-Appalaches, i den sydöstra delen av landet, 400 km öster om huvudstaden Ottawa. Landarean är 187 kvadratkilometer.